# Halijärvi (sjö i Norra Karelen)
Halijärvi är en sjö i Finland. Den ligger i kommunen Juga i landskapet Norra Karelen, i den centrala delen av landet, 400 km nordost om huvudstaden Helsingfors. Halijärvi ligger 157,1 meter över havet. I omgivningarna runt Halijärvi växer i huvudsak blandskog. Den är 21,4 meter djup. Arean är 2,34 kvadratkilometer och strandlinjen är 14,55 kilometer lång. Sjön  ingår i Vuoksens huvudavrinningsområde. 